# 金门大桥
金門大橋（英語：Golden Gate Bridge），是一座位於美國加利福尼亞州三藩市的悬索桥，它跨越聯接舊金山灣和太平洋的金門海峽，南端連接舊金山的北端，北端接通馬林縣。
金門大橋它最初由工程師約瑟夫·斯特勞斯於1917年設計，其橋墩跨距長1280.2米，建成时曾是世界上跨距最大的悬索桥，主跨度為4,200英尺（1,280公尺），總高度為746英尺（227公尺），該紀錄直到1964年被韋拉札諾海峽大橋，以及1993年被梅斯卡拉橋超越。金門大橋設有寬度27.5米，雙向共6條行車線。除了美國101號公路和加利福尼亞州1號公路藉由大橋外穿過海峽。金門大橋還能承載行人和自行車交通，並被指定為美國自行車路線95號的一部分。
美國土木工程師協會已將金门大桥列為現代世界奇觀，在當代，金门大桥也是舊金山和加利福尼亞州最受國際認可的地標之一。

## 歷史
金門大橋的最初的構想來源於橋樑工程師約瑟夫·斯特勞斯。斯特勞斯在此前設計了400多座內陸的小型橋樑。他花了10多年時間遊說北加州的居民。這座橋的其他主要設計者包括決定其藝術造型和顏色的艾爾文·莫羅、合作進行複雜的數學推算的工程師查爾斯·埃里斯、橋樑設計師里昂·莫伊塞弗。
大橋於1933年1月5日開始施工，1937年4月完工，同年5月27日對外開放予行人。斯特勞斯在南橋墩澆築混凝土之前放入了一塊取自他的母校俄亥俄州辛辛那提大學的磚頭。翌日，隨著羅斯福總統在華盛頓按下一個電鈕，該大橋正式對外開放予汽車使用。
三藩市地區的選民們以自己的住宅、農場和公司為抵押，發行了最初的3500萬美元的工程債券。1977年，最後一筆債券被付清，其中3500萬美元的本金和3900萬美元的利息全來自過橋費的收入。
該橋施工時的一項獨特的設計是橋下有一個安全網。施工中有11人摔死，而19人則因安全網而獲救。這19人成為了一個「去地獄的半路俱樂部」（Halfway to Hell Club）的榮譽會員。
1957年之前金門大橋是世界上最長的懸索橋，兩個橋墩在1964年之前擁有世界上懸索橋中最長的跨度。這兩個橋墩直到不久之前還是世界上最高的懸索橋橋墩。

## 建築美學
金門大橋橋身的顏色為國際橘，因建築師艾爾文·莫羅認為此色既和周邊環境協調，又可使大橋在金門海峽常見的大霧中顯得更醒目。由於這座大橋新穎的結構和超凡脫俗的外觀，它被國際橋樑工程界廣泛認為是美的典範，更被美國建築工程師協會評為現代的世界奇跡之一。它也是世界上最上鏡的大橋之一。
金門大橋維護工作中，給橋身不斷塗刷油漆是其中一項內容。2011年5月開始首次進行整體重漆，仍然使用國際橘。預計將耗費四年完工。這是金門大橋開通近75年來首次重漆。
金門大橋的維護工作還包括不斷的加固工作，在1989年底發生洛马普里塔地震後，當局聘請專家對金門大橋的脆弱性進行了詳細評估，並制定了加固計劃，分三期工程實施，第二期加固工程已於2006年中完成。

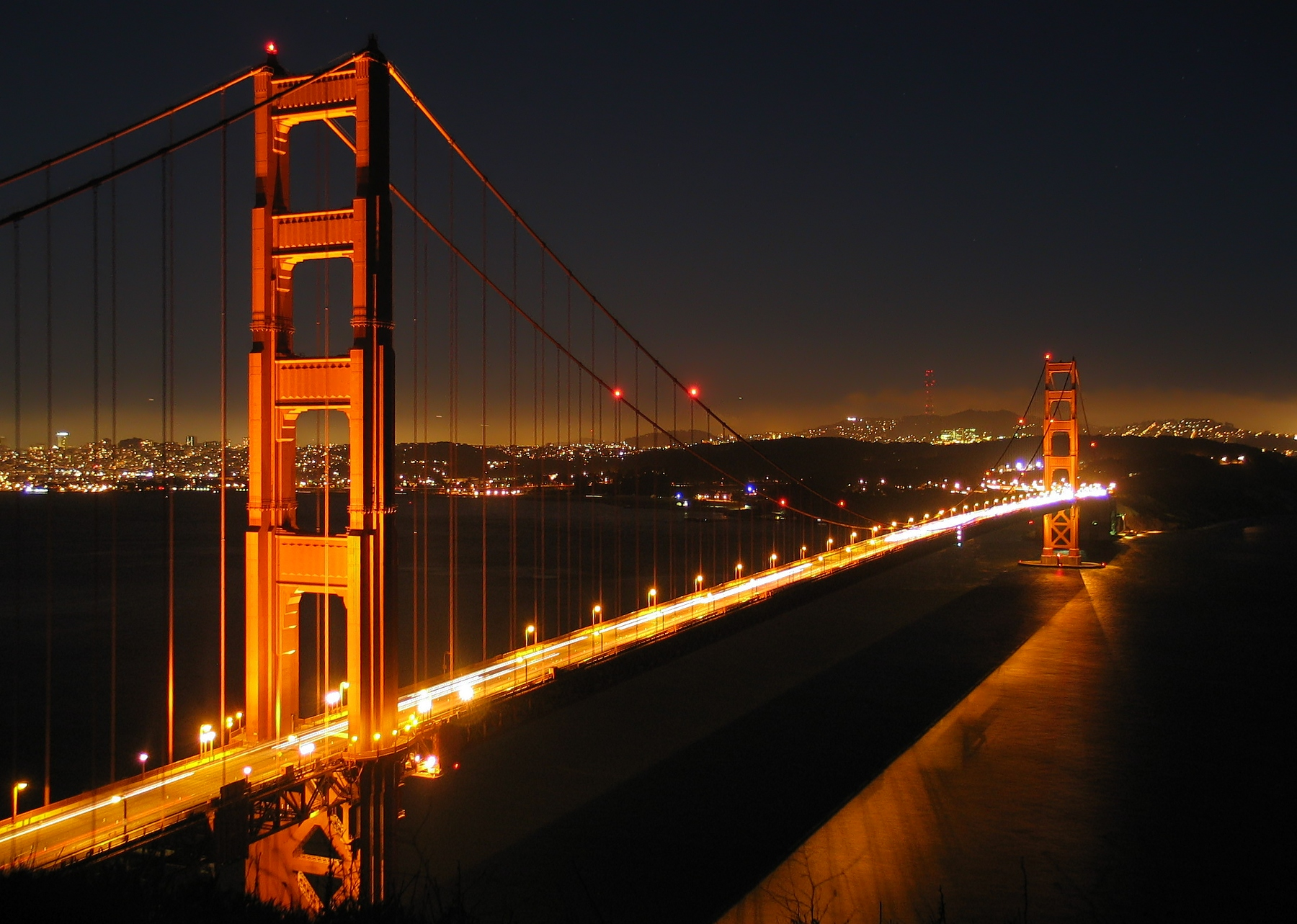
金門大橋夜景。左方遠處是旧金山市市區。
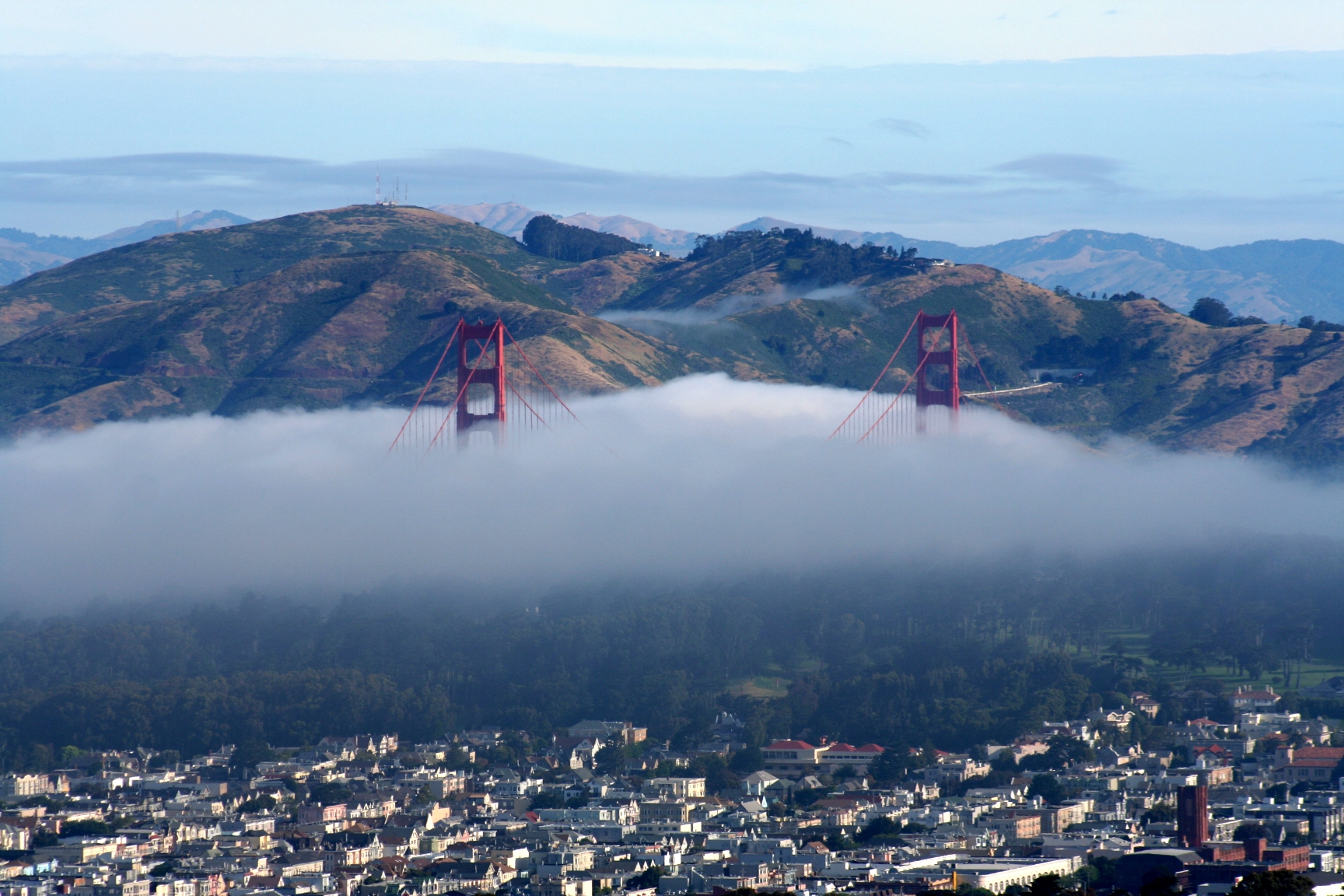
霧中的金門大橋。
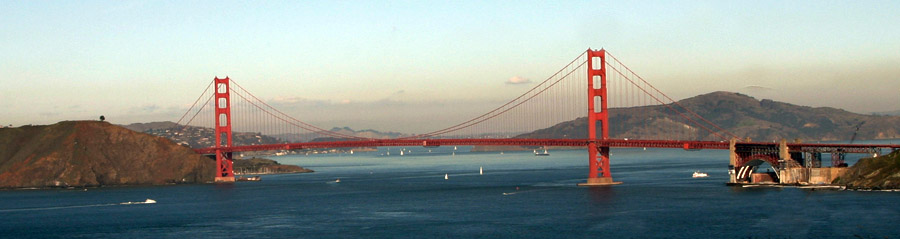
金門大橋全景
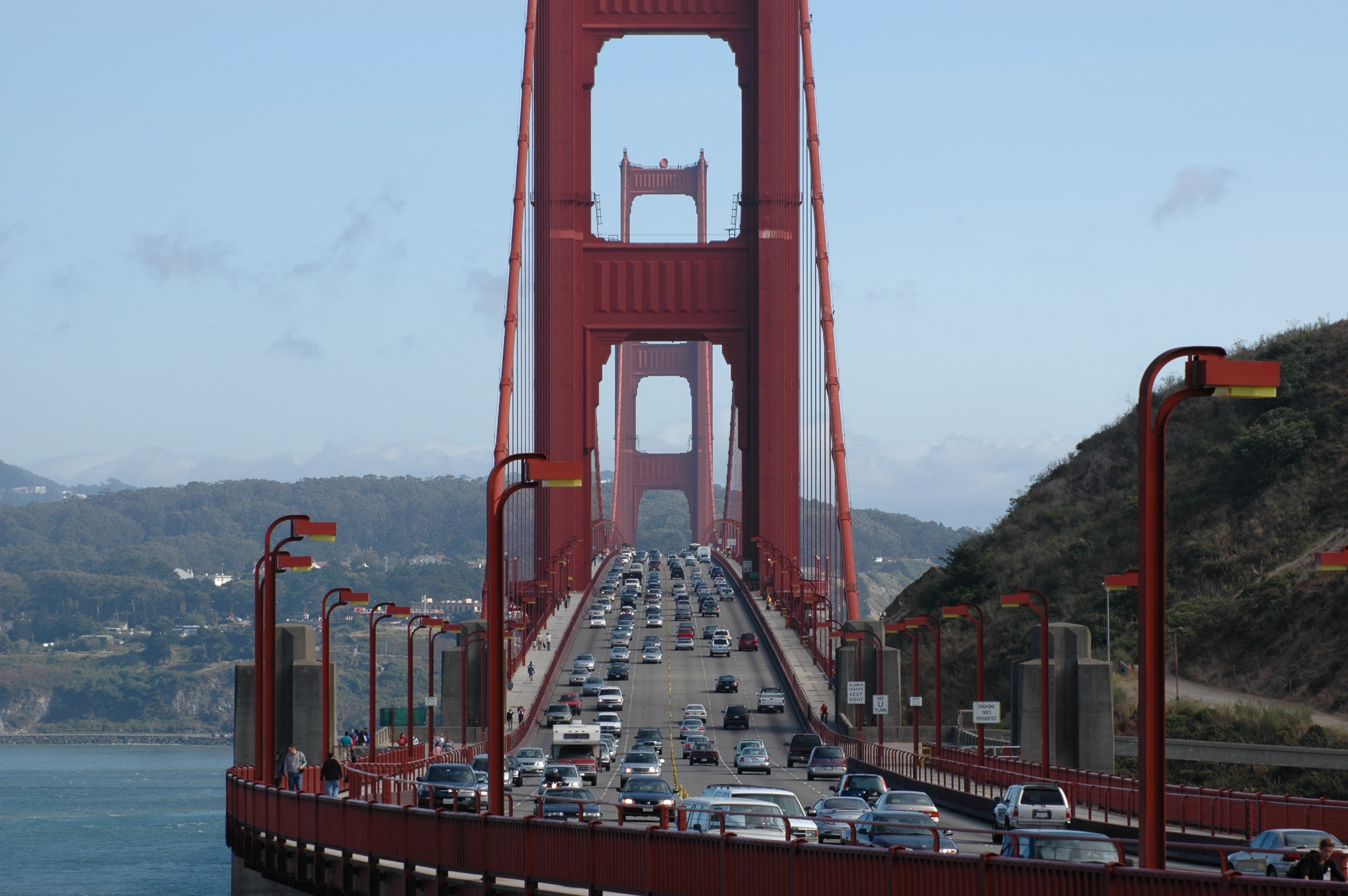
金門大橋北端
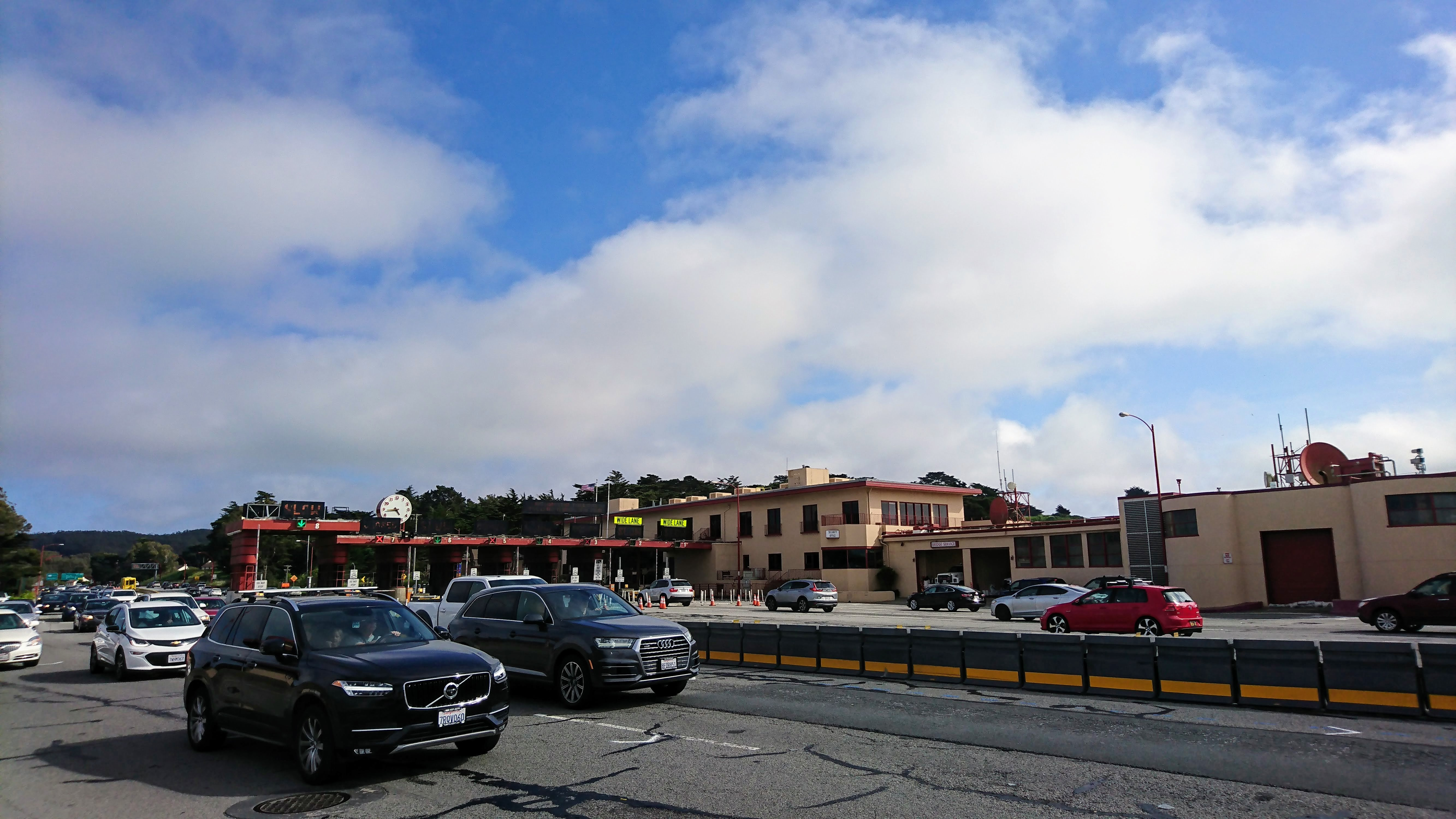
金門大橋北向入口，後方即為南向（往舊金山方向）終點收費站。

金门大桥结构示意图

## 自殺

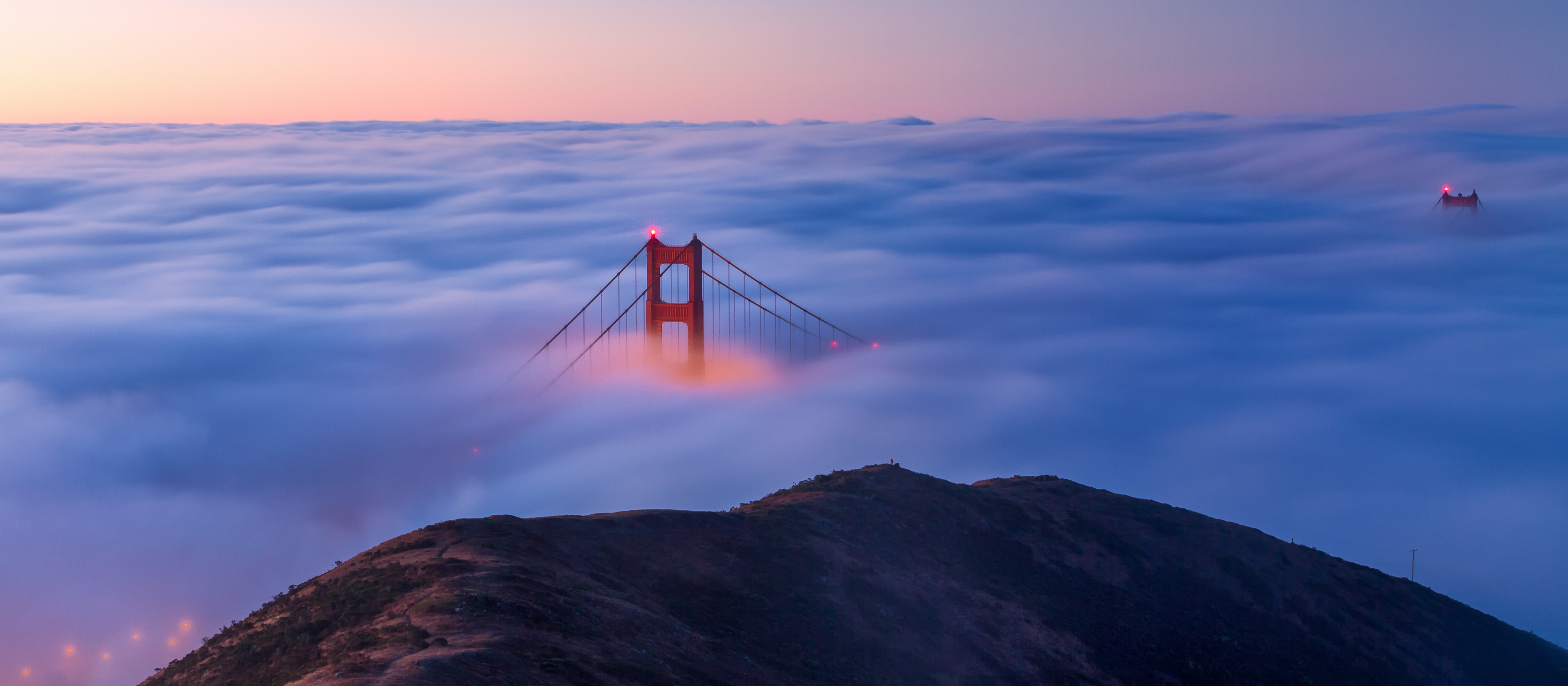
日出时的金门大桥

金門大橋是世界上最著名的自殺場所之一，當金門大橋上自殺的人數在1993年達到1000人之後便不再有正式統計。估計在2008年已達1300多人。在2005年之前的5年，平均每兩個星期就有一個人從大橋上跳下投海。從67米高的橋面上跳下4秒後，自殺者會以每小時120公里的速度衝落海面。截至2013年為止，共有33人自殺未死。2005年3月11日，金門大橋管理會決定投資200萬美元，研究安裝護欄的可行性。但因为经济衰退，该计划的实施被延迟。

## 流行文化
以下的電影情節中金門大橋遭受破壞：
- 地心浩劫
- X戰警：最後戰役
- 怪獸大戰外星人
- 环太平洋 (电影)
- 哥斯拉 (2014年电影)
- 末日崩塌[10]
- 终结者：创世纪

## 公共交通
金门大桥游客众多，但地形崎岖停车位非常有限，因此搭乘公共交通游览是较好的选择。MUNI公交28路可直接到达金门大桥南端。28路途经多个重要地点，包括Daly City BART站，金门公园，笛洋美术馆，艺术宫等地，平均班次约10-15分钟一班。金门公交的27，30，54，70，72，101路途经金门大桥，在大桥南侧的收费站设有车站，其中30，70，101路全天运营，其他仅在工作日早晚高峰运营。这些公交直接连接金门大桥和旧金山市中心的金融区。
关于旧金山MUNI公交的线路班次票价信息，请查询MUNI官网 （页面存档备份，存于）。关于Golden Gate Transit的公交班次线路信息，请查询Golden Gate Transit （页面存档备份，存于）。这些公交机构均接受Clipper卡支付。